# Forn

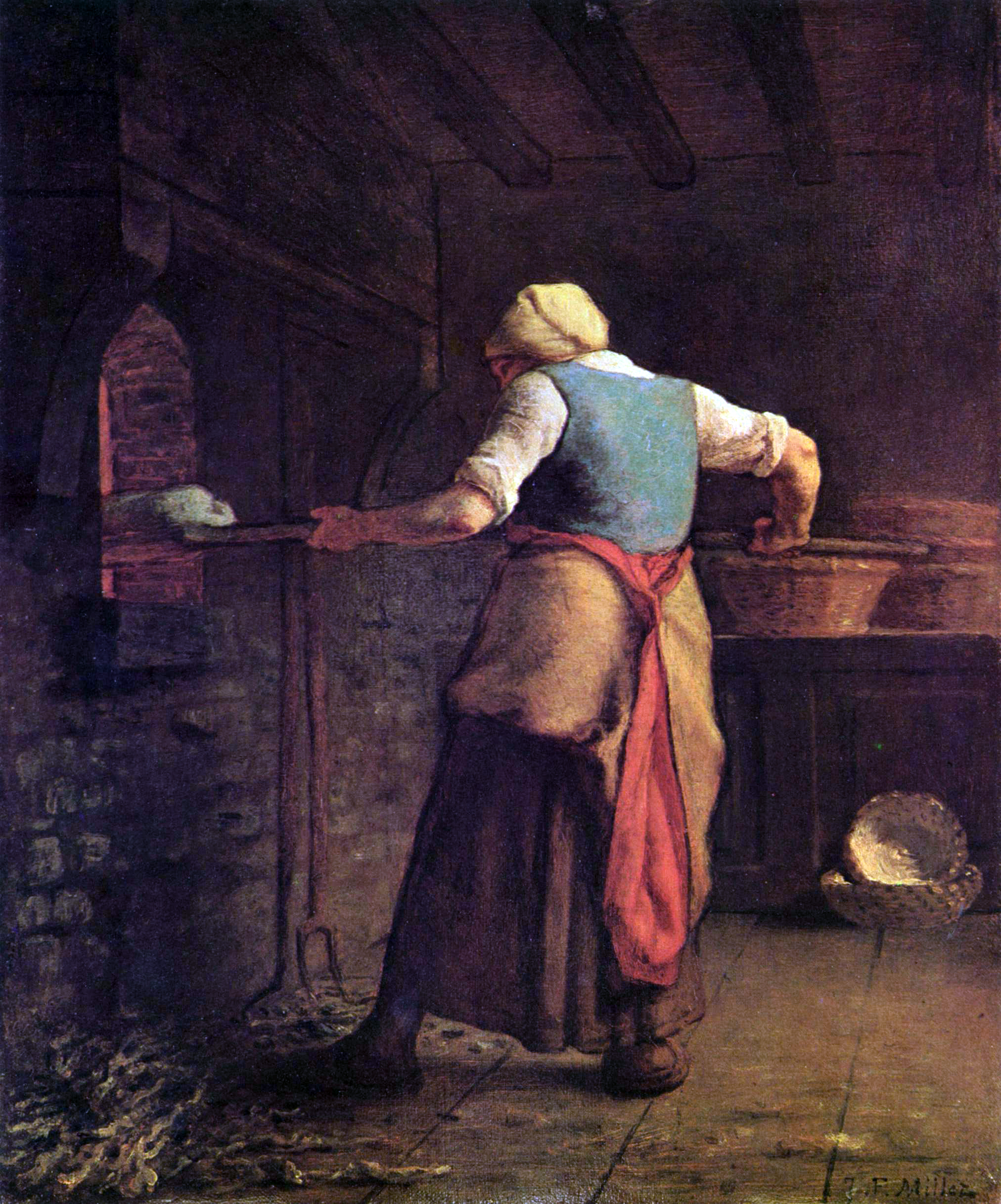
Forn a una pintura de Millet

Un forn (del llatí «furnum») és un compartiment tancat que s'utilitza per a escalfar, coure o assecar. S'utilitza habitualment a la cuina i la ceràmica. L'energia calorífica utilitzada per alimentar un forn pot obtenir-se directament, per combustió (llenya, gas o un altre combustible), radiació (llum solar), o indirectament, per mitjà d'electricitat (forn elèctric).

## Història

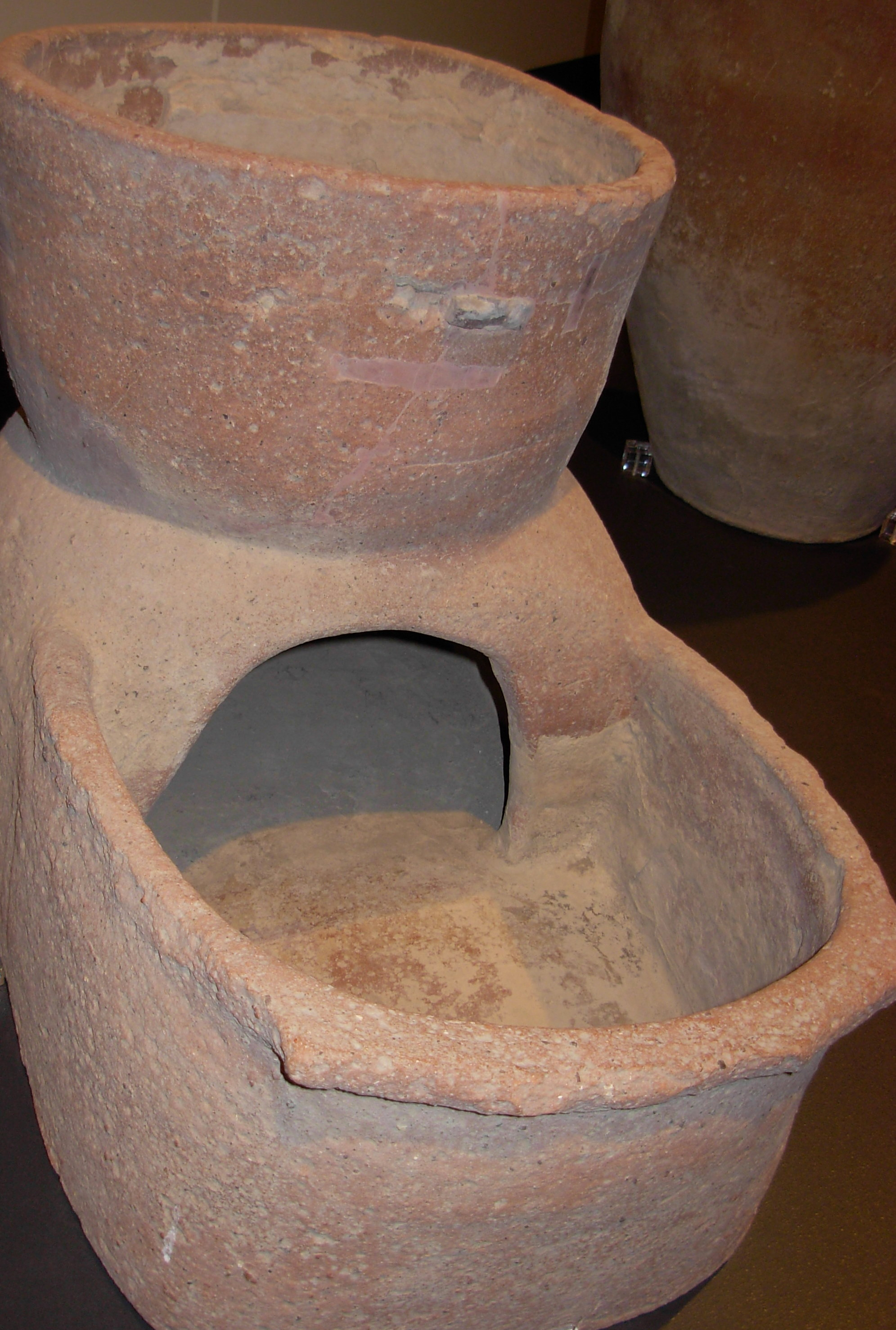
Forn de Pompeia.

El forn tradicional era un recinte format per una fàbrica de tapial o tova, que acabava convertint-se en un bloc de material de terrisseria per la cocció per calor. Tenien forma de petita volta sobre una base plana i una sola obertura, l'entrada. S'escalfava mitjançant un foc de llenya, que es deixava consumir. El gruix, la inèrcia tèrmica de l'embolcall, guarda la calor. La base on es produeix la combustió es neteja de cendres i s'hi col·loquen els aliments que han de rostir-se.
Els primers forns es van trobar a l'Europa Central i daten del 29.000 aC. Eren pous per a rostir i bullir dins de iurtes usades per a cuinar mamuts. A Ucraïna des del 20.000 aC. s'usaven pous amb brases cobertes de cendres. El menjar s'embolicava en fulles i es col·locava a sobre, després es cobria amb terra. En els campaments trobats a Mezhirich, cada casa d'ossos de mamut tenia una llar que es feia servir per escalfar i cuinar. Els forns van ser utilitzats per les cultures que vivien a la vall de l'Indus i a l'Egipte predinàstic. Cap al 3200 aC cada casa de tova tenia un forn als assentaments de la vall de l'Indus. Els forns es feien servir per cuinar aliments i fer maons. Les civilitzacions predinàstiques d'Egipte feien servir forns al voltant del 5000 al 4000 aC per fer ceràmica.
Els forns Tandır utilitzats per enfornar pa pla sense llevat eren comuns a Anatòlia durant les eres seljúcida i otomana, i s'han trobat en llocs arqueològics distribuïts per tot Orient Mitjà. La paraula tander prové de l'acadi tinuru, que es converteix en tanur en hebreu i àrab, i tander en turc. Dels centenars de varietats de pa conegudes de fonts cuneïformes, el pa tinuru sense llevat es feia adherint el pa a les parets laterals d'un forn cilíndric escalfat. Aquest tipus de pa continua sent fonamental per a la cultura alimentària rural en aquesta part del món, reflectit al folklore local, on un home i una dona joves que comparteixen pa tander fresc és un símbol de l'amor jove, però la cultura de fornejar pa tradicional va canviant amb les generacions més joves, especialment amb aquells que resideixen a ciutats que mostren preferència per les comoditats modernes.
Durant l'edat mitjana, en lloc de forns de terra i ceràmica, els europeus usaven xemeneies juntament amb grans calders. Aquests eren similars al forn holandès. Després de l'edat mitjana, els forns van patir molts canvis al llarg del temps de fusta, ferro, carbó, gas i fins i tot elèctrics. Cada disseny tenia la seva motivació i propòsit. Les cuines de llenya van millorar amb l'addició de cambres de foc que van permetre una millor contenció i alliberament de fum. Un altre forn reconeixible seria l'estufa de ferro colat. Aquests es van fer servir per primera vegada a principis de 1700 quan es van sotmetre a diverses variacions, inclosa l'estufa de ferro Stewart Oberlin que era més petita i tenia la seva pròpia xemeneia.
Els avenços tecnològics van ser constants per reduir la mà d'obra i el temps, i els primers forns de metall es van desenvolupar en el segle xviii.z
A principis del segle xix, es va desenvolupar el forn de carbó. Tenia forma cilíndrica i estava fet de ferro fos pesat. El forn de gas també va veure el seu primer ús a principis del segle xix. Les cuines de gas es van convertir en forns domèstics molt comuns una vegada que les canonades de gas van estar disponibles a la majoria de les cases i veïnats. James Sharp va patentar una de les primeres cuines de gas en 1826. Altres diverses millores a l'estufa de gas van incloure la cuina AGA inventada en 1922 per Gustaf Dalén. Els primers forns elèctrics es van inventar a fins del segle xix; no obstant això, com molts invents elèctrics destinats a l'ús comercial, la propietat massiva de forns elèctrics no va poder ser una realitat fins que es va disposar d'un millor i més eficient ús de l'electricitat.
Més recentment, els forns han esdevingut una mica més tecnològics en termes de manera de dur a terme la cocció. Percy Spencer va descobrir el microones com a eina de cuina el 1946 i, amb l'ajuda d'enginyers, es va patentar el forn de microones. El forn de microones utilitza la radiació de microones per excitar les molècules d'aigua als aliments causant fricció i, per tant, produint calor.

## Tipus de forns
- Forn de maons. És una cavitat en forma de mig ou fet de maons.
- Forn de llenya. Funcionen a partir de materials forestals. Des del punt de vista del consum energètic són els menys eficients i els que més emissions de diòxid de carboni tenen, però des del punt de vista gastronòmic, en certs casos dona un sabor especial a certs plats. És àmpliament utilitzat en la cuina tradicional castellana: com per exemple per al xai rostit o el garrí rostit.
- Forn de gas. Són una bona opció, ja que tenen una cocció similar a la dels de llenya. (Quant a les implicacions ecològiques és encara millor, ja que aquests no emeten a l'ambient gasos d'una combustió no controlada.)[13]
- Forn doble. Un accessori de forn integrat que té dos forns,[14][15] o un forn i un forn microones. Normalment està integrat a l'armari de la cuina.
- Forn enterrat. Un forn de terra és una fossa excavada a terra i després escalfada, generalment per roques o restes fumejants. Històricament, aquests han estat utilitzats per moltes cultures per cuinar. Els temps de cocció acostumen a ser llargs, i el procés sol ser cuinant lentament els aliments. Els forns terrestres es troben entre les coses més habituals que busquen els arqueòlegs en una excavació antropològica, ja que són un dels indicadors clau de la civilització humana i la societat estàtica.[16]
- Forn de ceràmica. El forn de ceràmica és un forn construït amb fang o qualsevol altre material ceràmic i pren diferents formes segons la cultura. Els indis s'hi refereixen com un tandoor i l'utilitzen per cuinar. Es poden datar fins al 3000 aC, i s'ha argumentat que tenen els seus orígens a la Vall de l'Indus.[6] Els forns de maó també són un altre forn de ceràmica. Una cultura més destacada per l'ús de forns de maó és Itàlia i la seva història íntima amb la pizza. Tanmateix, la seva història també es remunta a l'època romana, on el forn de maó s'utilitzava no només per a ús comercial sinó també per a ús domèstic.[17]
- Forn elèctric. Els forns elèctrics són totalment automatitzats, la cocció és la més perfecta pel control que manté sobre la temperatura en tot moment. És cert que el consum d'electricitat és onerós, encara que en els moderns no és excessivament alt.
- Cuina solar. El seu principal avantatge rau en l'òptim aprofitament del recurs solar per obtenir energia calorífica.
- El forn de gresol. És un dipòsit en forma de tronc cònica en el qual el metall està completament aïllat del combustible, sent la seva principal característica de presentar un envàs amb la part superior descoberta la qual cosa permet l'eliminació dels gasos i l'obtenció del metall líquid.
- Forn de microones. Funciona mitjançant la generació d'ones electromagnètiques que interaccionen amb les molècules d'aigua contingudes en els aliments. La interacció consisteix a aprofitar les propietats ressonants de les molècules d'aigua que absorbeixen l'energia de les ones electromagnètiques, elevant la seva temperatura. El 1947, es va posar a la venda el primer microones comercial, a Boston, Massachusetts.[18]
- Forn de cubilot. Aquest és un tipus de forn cilíndric vertical d'aproximadament 6 metres d'alt que porta els metalls col·locats fins a l'estat líquid, i permet colar-lo. Es pot utilitzar per a la fabricació de gairebé tots els aliatges de ferro, i té ventilació forçada per toveres, ubicades a la part inferior.
- Forn d'inducció. No és possible classificar de manera rígida, per la freqüència del corrent utilitzat, les moltes variants existents de forns d'inducció. Els forns que treballen amb freqüències superiors als 500 cicles per segon tenen un bany en forma de gresol cilíndric i no porten un nucli de ferro. Habitualment aquests forns s'anomenen forns d'inducció sense nucli. Els darrers anys s'han construït molts forns d'aquest tipus que treballen a 50 cicles per segon, és a dir, la freqüència normal de les xarxes de subministrament. Els forns d'inducció primitius tenien un canal de fusió que formava el secundari en curtcircuit d'un transformador; aquests es poden anomenar forns d'inducció de canal.
- Forn de resistència. Hi ha 2 classes fonamentals de forns de resistència. Els de la primera s'escalfen mitjançant resistències d'aliatges com la S níquel-crom 80/20, en forma de cintes o varetes; generalment un gresol o recipient per al metall líquid i serveixen per a aliatges de baix punt de fusió, com els de soldadura, els de tipus d'impremta, els metalls antifricció per a coixinets i algunes vegades els d'alumini. Els elements de caldeig es disposen al voltant de l'exterior del gresol i tot el forn queda dins una carcassa farcida amb material refractari i aïllant tèrmic. Els elements de caldeig solen estar suportats pel revestiment refractari.
- Forn de paret. Els forns de paret faciliten el treball amb paelles grans i forns holandesos. Una amplada normalment és de 24, 27 o 30 polzades. Muntat a l'alçada de la cintura o dels ulls, un forn de paret elimina la flexió. Tanmateix, es pot niuar sota un taulell per estalviar espai. Un forn de paret independent és car en comparació amb una cuina.[19]
- Forn de vapor. Un forn que cuina els aliments amb vapor per proporcionar calor.[20]

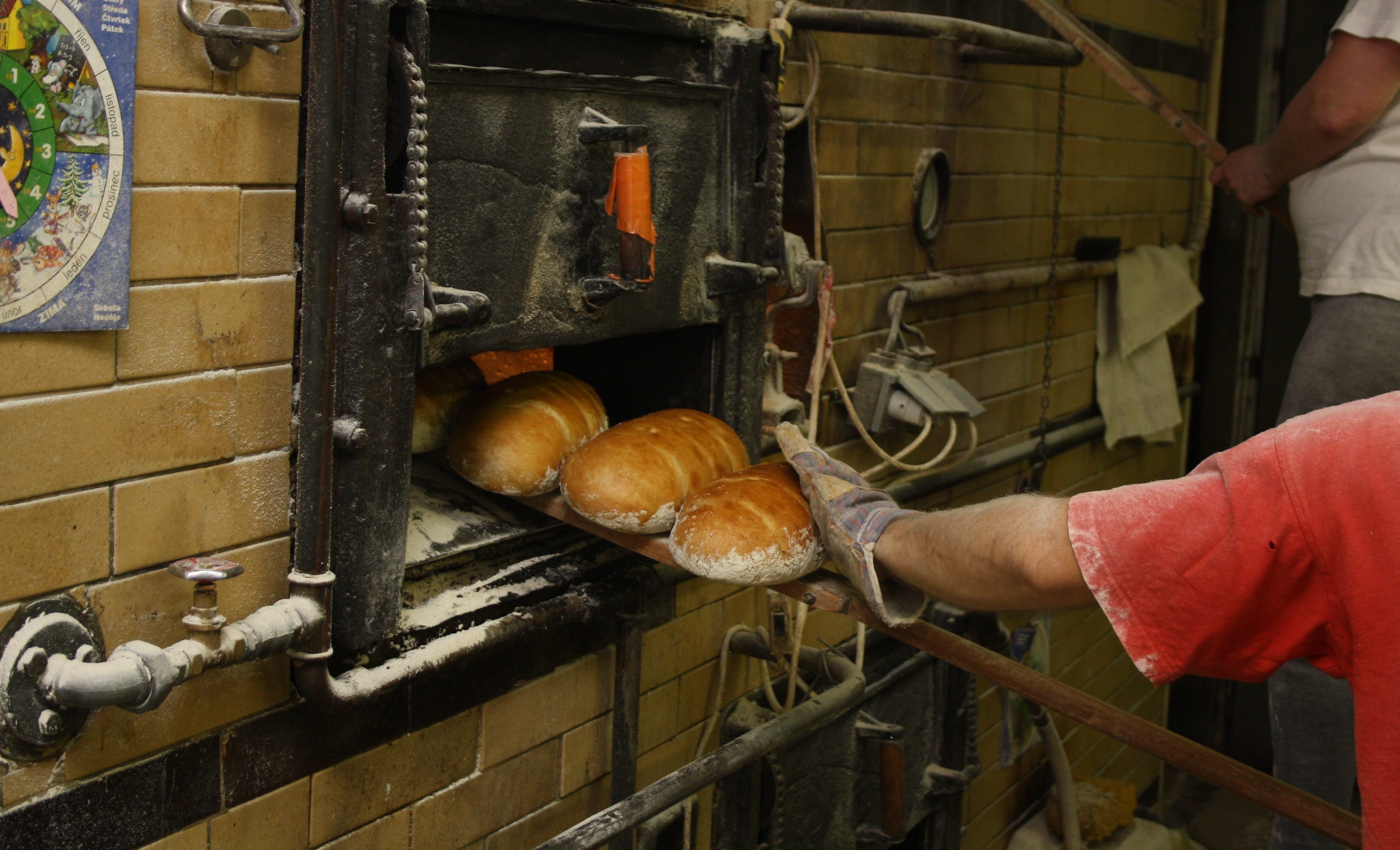
Traient pa del forn
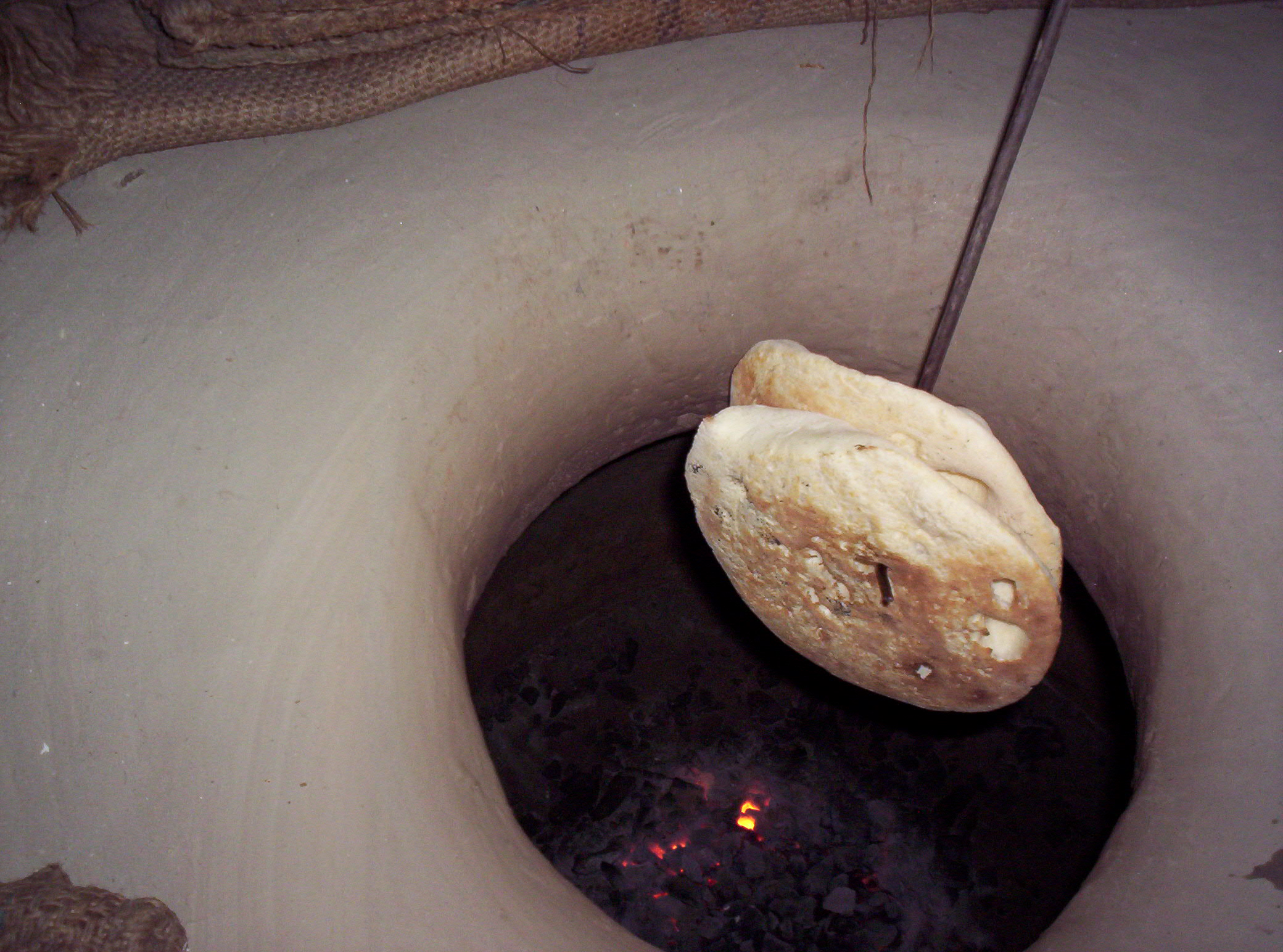
Introduint un pa chapati en un tandoori
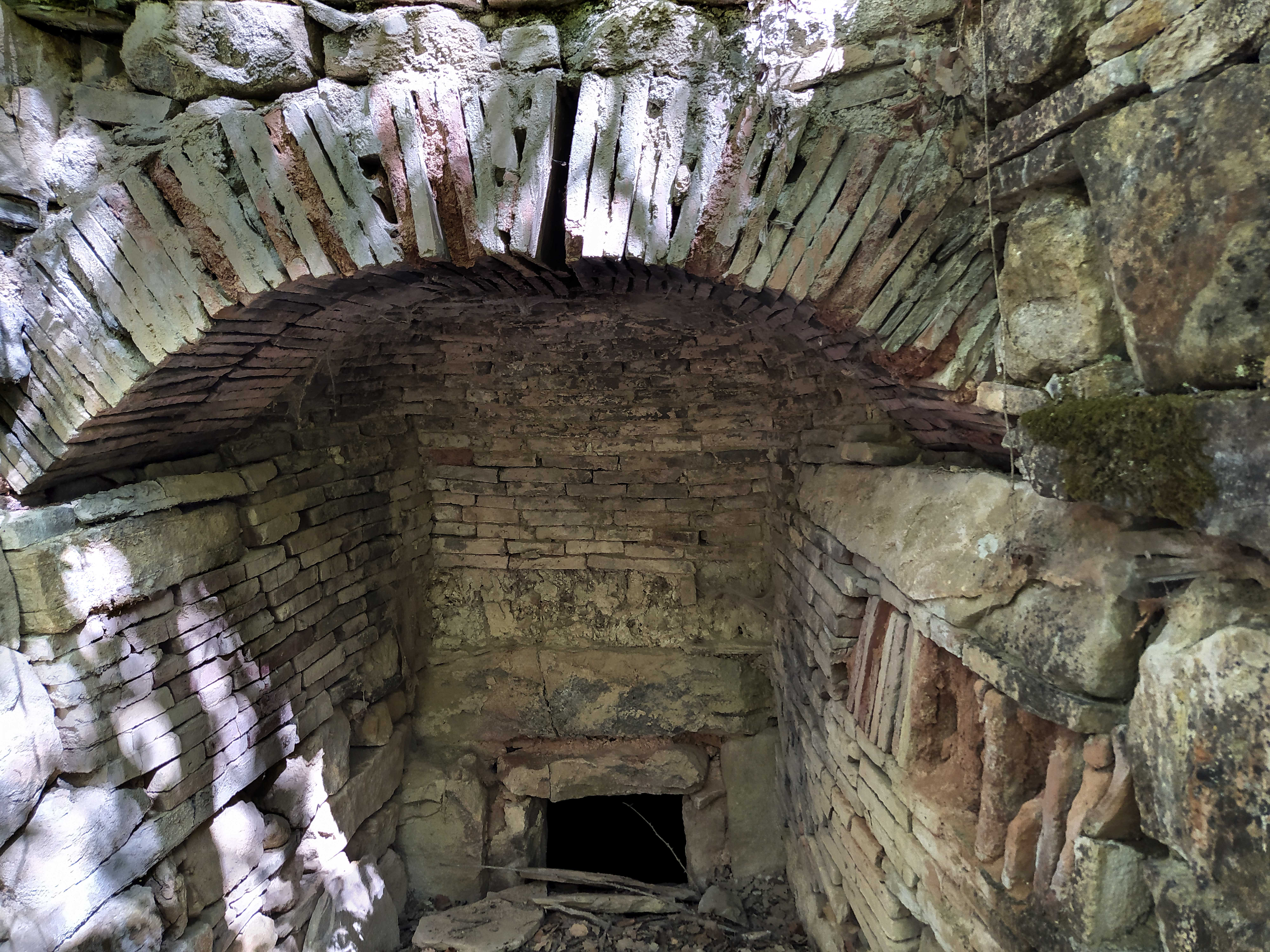
Forn de teules a la Baixa Ribagorça

## Forn a la refineria de petroli
L'energia necessària per a destil·lar el petroli i permetre que els productes es distribueixin a la torre de destil·lació és subministrada per la combustió de fuel oil o gas natural. El petroli a escalfar circula dins de tubs disposats a serpentins al llarg de les parets del forn de combustió.

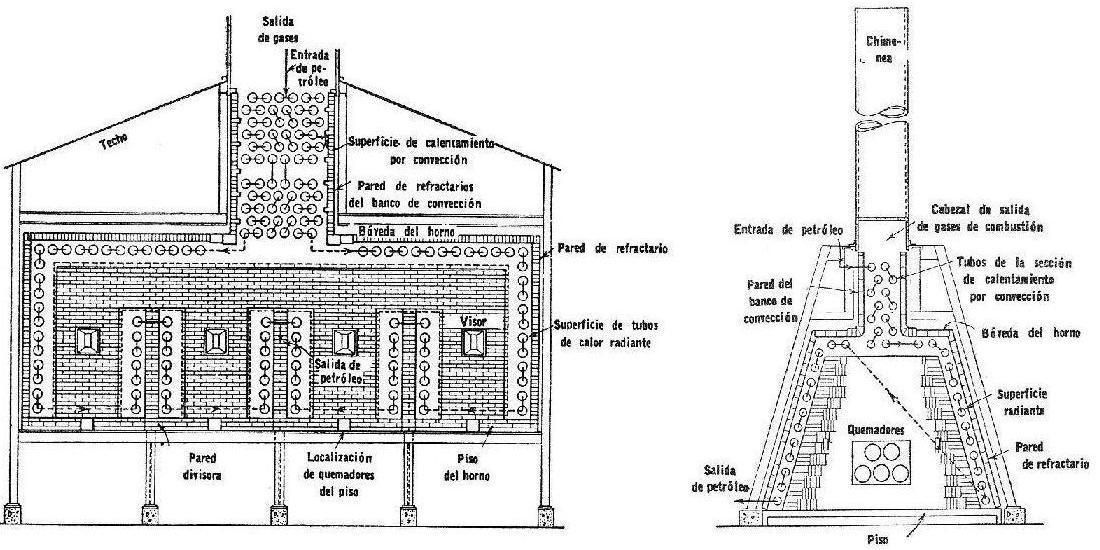
Tipus de forns en una refineria

Als forns es troba una zona de radiació on el foc enganxa directament sobre els tubs horitzontals o verticals (forns de tipus rectangular) o sobre un serpentí helicoïdal (forns de tipus circular). Per sobre hi ha una zona de convecció que aprofita la calor dels gasos de combustió que pugen des de la secció de radiació i escalfa algun producte intermedi.
A la majoria dels forns, les serpentines estan formats per tubs aletejats perquè aquest format permet millorar la transmissió de calor.
El combustible que s'usa als forns surt per la xemeneia, es combina amb l'aire i genera contaminants sòlids (cendres) i gasosos (monòxid de carboni, compostos sulfurosos, gasos àcids). Els gasos de combustió s'han de tractar per evitar-ne l'ingrés a l'atmosfera.

## Cuina
A la cuina, el forn convencional és un electrodomèstic i s'utilitza per a fornejar, coure, escalfar o rostir menjar. La llista d'aliments que es preparen d'aquesta manera inclou la carn, el peix, el pa, els pastissos i altres postres. En alguns països com l'Índia se solen usar molt els forns anomenats tandoori.

## Altres usos
A la indústria i l'artesania ceràmica s'utilitzen forns per coure, assecar i endurir l'argila.
També es fan servir diferents tipus de forns per l'assecat de materials humits, com la fusta, la pintura sobre metalls, etc.
Altres tipus de forns s'utilitzen per a la cremació.
El forn de llenya més antic d'Europa per a coure el pa es troba la localitat de Forcall, Països Catalans.